# Forêt au Canada

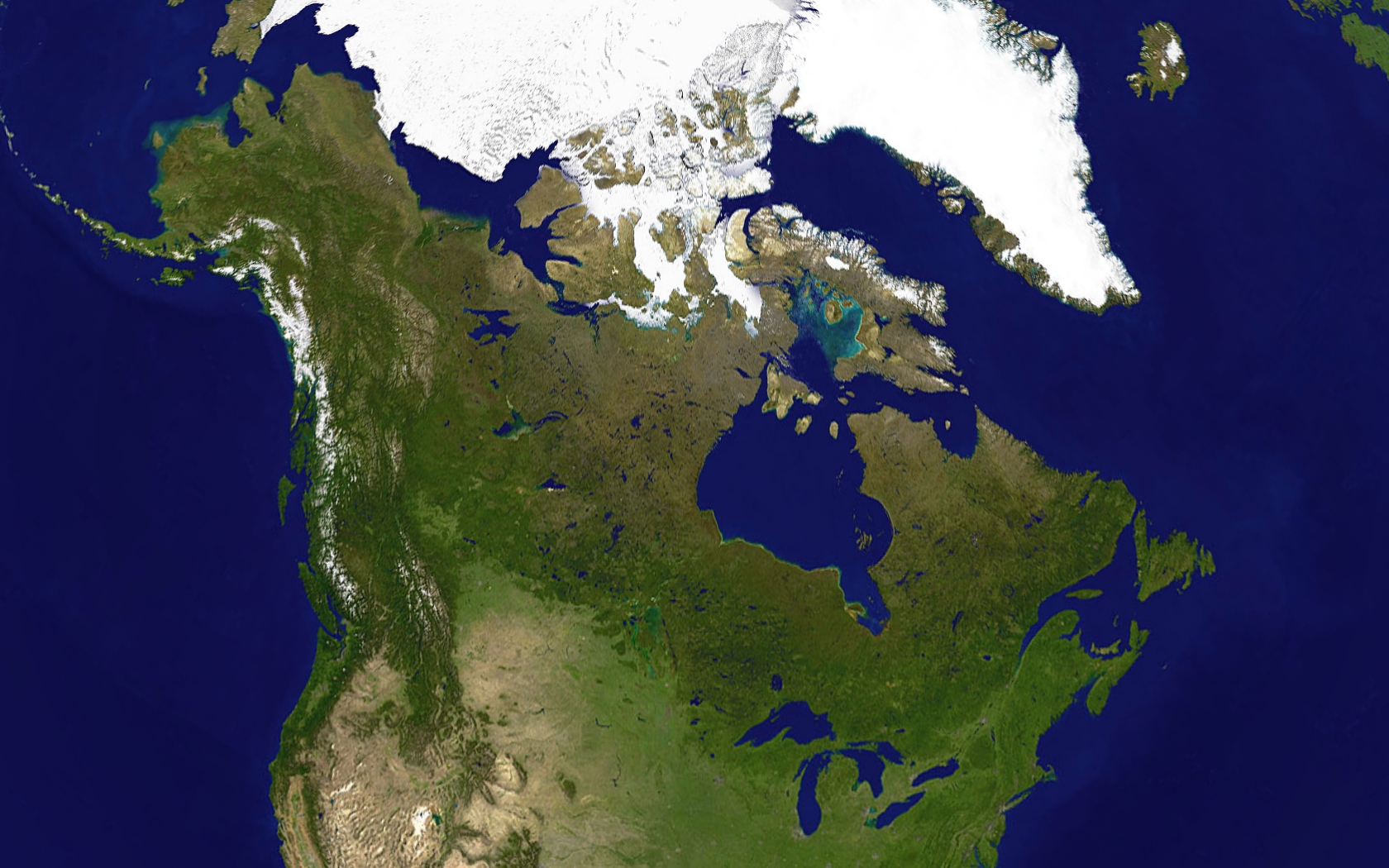
Image satellitaire (2002) : la forêt (vert foncé) couvre, en 2021, 36,2 millions d’hectares, soit 40 % du territoire.

La forêt canadien couvre 3 470 690 km2, ce qui correspond à 40,0 % de la surface du pays.